# Typhlotanais spinicauda
Typhlotanais spinicauda är en kräftdjursart som beskrevs av Hansen 1913. Typhlotanais spinicauda ingår i släktet Typhlotanais och familjen Nototanaidae. Inga underarter finns listade i Catalogue of Life.